# Draginja Babić
Draginja Babić, cyr. Драгиња Бабић (ur. 3 października 1886 w Valjevie, zm. 24 stycznia?/6 lutego 1915) – serbska lekarka, która pracowała w szpitalu w Valjevie podczas wojen bałkańskich i I wojny światowej. Odznaczona Orderem Świętego Sawy.

## Życiorys
Draginja Babić urodziła się w Valjevie w rodzinie kupca Janko Babicia i Jeleny Jelka. W latach 1892–1893 ojciec był przewodniczącym gminy Valjevo. Brat Jovan Babić został profesorem języka serbskiego i pisarzem, a siostra Marija wyszła za mąż za aptekarza Tadicia.
Babić ukończyła szkołę podstawową w rodzinnej miejscowości. W 1905 roku ukończyła gimnazjum w Belgradzie i rok później rozpoczęła studia medyczne na uniwersytecie w Zurychu w ramach stypendium gminy Valjevo. Studia od roku akademickiego 1908/09 kontynuowała w Berlinie, gdzie ukończyła je w grudniu 1911 roku. Była pierwszą Serbką, która ukończyła studia medyczne na Uniwersytecie w Berlinie. Zaproponowano jej pozostanie na uczelni, ale postanowiła wrócić do Serbii.
Babić rozpoczęła pracę w Valjevie jako asystent lekarza w szpitalu rejonowym, a po zdaniu egzaminu państwowego pracowała jako lekarz miejski. Podczas wojen bałkańskich została mianowana przez Ministerstwo Wojny dyrektorem Rezerwowego Szpitala Wojskowego w Valjevie. Większość lekarzy wyjechała na front, dlatego podczas I wojny bałkańskiej w pracy wspierali ją ochotnicy z Chorwacji, Danii i Czech. Podczas II wojny bałkańskiej do pomocy miała dwóch Holendrów, studentów medycyny i zespół pielęgniarek. Wraz z wybuchem I wojny światowej w 1914 roku została ewakuowana wraz z armią serbską do Pirotu, gdzie była kierownikiem szpitala okręgowego.

### Epidemia
Po bitwie pod Kolubarą, w grudniu 1914 roku Babić wróciła do Valjeva. 10 000 miasteczko stało się centrum epidemii duru brzusznego (tyfusu), która nawiedziła w tym czasie Serbię. Gdy Serbowie po bitwie wrócili do Valijeva, zastali tam około 3000 chorych żołnierzy austriackich i płytkie groby na terenie miasta z rozkładającymi się zwłokami. Dodatkowym problemem było 40 000 jeńców, dla których musiano stworzyć obozy jenieckie. Korzystając z linii kolejowej biegnącej przez miasto, rozmieszczono ich na terenie całego kraju, roznosząc chorobę. Problemem był również brak kadry medycznej. Na terenie Serbii przed wojną pracowało około 450 lekarzy. Gdy w marcu 1915 roku przybyła angielska misja medyczna, 62 lekarzy zmarło, a 200 było chorych. Wśród zmarłych znalazła się Draginja Babić. Za swoją pracę została odznaczona Orderem Świętego Sawy.